# Castell d'Orís
El Castell d'Orís està situat en un turó estratègic al costat del poble d'Orís, des d'on dominava la Vall del Ter, a la plana de Vic. La seva existència està documentada des de l'any 914 quan formava part del comtat de Barcelona. La seva situació és molt estratègica i complia una clara missió de salvaguarda en el pas del Ter camí de la vila de Ripoll, tal com feia el veí castell de Torelló, situat pràcticament a la mateixa alçada; des de l'un hom pot veure ben proper l'altre. L'any 1470, degut a la guerra civil catalana, el castell va ser destruït en gran part. També el 1840 per la guerra carlina. Les ruïnes d'aquest castell van ser declarades Monument Històric i Artístic el 1949.

## La història
La notícia més antiga sobre aquest castell data del 914. Primitivament, estaria sota el domini de la casa comtal de Barcelona que el tenien encomanat a un vicari, i degué formar part de la consolidació feta després de la tasca de repoblació duta a terme per Guifré el Pelós des del 870 al 890, i del 875 al 877 organitzà el comtat d'Osona i restaurà el bisbat de Vic. L'any 995 ja és documentat el vicari Gausfred d'Orís, i des del 1014 apareix la família d'Eldric (o Elderic) d'Orís i un dels seus fills, Amat Eldric, serà un magnat de la casa comtal de Barcelona i el primer senescal (primer funcionari palatí, cap del govern i de l'exèrcit reial) dels comtes de Barcelona conegut a Catalunya (1051). L'any 1121 Berenguer II Bernat de Queralt jurà al comte de Barcelona fidelitat i disposició a donar-li la potestat del castell d'Orís quan calgués (la família dels Queralt eren aleshores els senyors de Gurb), però a finals del segle xii el seu domini del castell ja havia retornat als Montcada.
Els Montcada seguiren essent els senyors d'Orís fins al segle xvi almenys, però la guarda i el domini directe del castell anava a càrrec de la família que prenia el nom d'Orís i que vivia al castell a partir del segle xiii. Aquesta família d'Orís va obtenir el 1396 el títol de barons d'Orís, els descendents de la qual van entroncar amb els Puiggener, i aquests amb els Sentmenat, de la branca del marquesat de Castelldosrius. L'actual marquesa d'Oris és senyora encara del castell i d'extenses propietats a Orís. Sobre els diversos senyors d'Orís hi ha molta documentació durant aquests segles pel que fa a fets, vendes, capítols matrimonials, etc. Esclatada la guerra de la Generalitat contra el rei Joan II, el capitost remença Francesc de Verntallat va fer presoners, el 17 de desembre de 1462, la muller del senyor d'Orís, el seu fill, un capellà i altres persones, mentre es dirigien a Vic, i se'ls endugué al castell de Besora. Aquesta captura causà sensació a Vic, d'on eixí, seguidament, una expedició comandada pels sotsveguer en direcció al castell de Besora sense assolir l'objectiu del rescat dels presoners. A mitjan gener de 1463, els remences atacaren, infructuosament, el castell d'Orís. L'any següent, un home de la partida remença del cabdill Bernat Guillem d'Altarriba, pogué ficar-se dins del gairebé inaccessible castell, però el van sentir i el pla remença fracassà. El 1468 custodiava aquest castell, ja vingut a poder del rei Joan II, el capità Francesc Sala, retornant de nou després als senyors d'Orís. L'any 1708 va ser concedit el títol de marquès d'Orís, el qual posseeix actualment l'esmentada família dels Sentmenat.

## L'edifici

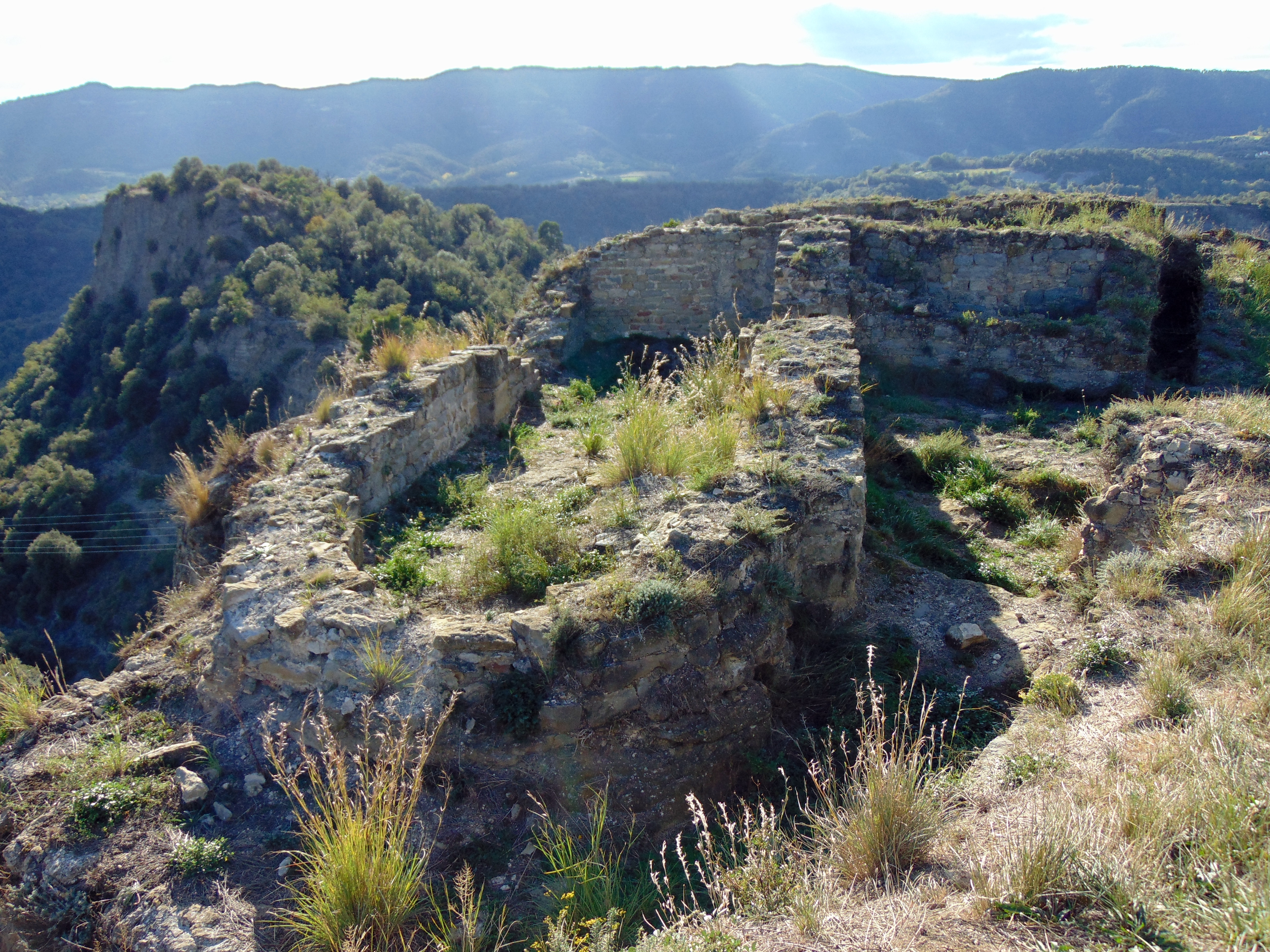
Restes de la Capella de Sant Pere

Els conflictes militars esdevinguts des de la Guerra dels Remences, finida el 1472, fins a la Primera Guerra Carlina al segle xix, han tingut repercussions en aquest castell i han estat la causa de l'actual estat ruïnós. Ja en el diccionari de Madoz se'n parla com un castillo antiguo arruinado (1849). Antoni Pladevall i Font considera que hi ha almenys quatre èpoques ben diferenciades de construcció: «a l'angle de ponent-migdia s'hi veuen restes de parets i la planta de la capella de Sant Pere, d'època romànica, probablement del segle XII; vers llevant, emparat per un mur gòtic tardà, hi ha una gran cambra, mig soterrada, de volta apuntada de tipus gòtic primitiu; i el mur més alt i ben concertat, de la banda de tramuntana, mostra diverses èpoques de construcció que s'estenen del segle xv al XVII».